# Parque nacional Bendidee
Bendidee es un parque nacional en Queensland (Australia), ubicado a 264 km al oeste de Brisbane.

## Datos
- Área: 9 km²
- Coordenadas: 28°18′01″S 150°31′04″E / -28.30028, 150.51778
- Fecha de Creación: 1979
- Administración: Servicio para la Vida Salvaje de Queensland
- Categoría IUCN: II

Véase también:
- Zonas protegidas de Queensland

- Datos: Q816780